# Prenj
Der Prenj ist ein Teil des Dinarischen Gebirges im Süden von Bosnien und Herzegowina, genauer in der nördlichen Herzegowina zwischen den Städten Konjic und Mostar. Sein höchster Gipfel ist die Zelena glava („Grünkopf“, 2115 m). Zehn weitere Gipfel sind ebenfalls höher als 2000 Meter.

## Lage
Das Kalksteingebirge wird im Osten, Norden und Westen vom Tal der Neretva umschlossen und befindet sich etwa 50 Kilometer südwestlich von Sarajevo. Im Süden wird es durch den Rujište-Pass vom Velež getrennt. Das Gebiet gehört zu den Verbandsgemeinden Konjic, Mostar und Jablanica und erstreckt sich über etwa 25 Kilometer in Nord-Süd- und 20 Kilometer in Ost-West-Richtung.
Bedingt durch die schroffe Oberflächengestalt und den Wassermangel in den höheren Lagen ist der Prenj weitgehend unbesiedelt. Auch führen keine befestigten Wege direkt durch das Gebirge. Aufgrund seines abwechslungsreichen Reliefs ist das Gebirge bei Wanderern und Kletterern beliebt.

## Geschichte
Im Bosnienkrieg zwischen 1992 und 1995 verlief die Frontlinie mitten durch das Gebirge, welches seitdem teilweise vermint ist. Dies trifft insbesondere auf den östlichen Teil bei Bijela und die südlichen Gegenden bei Rujište zu. Aufgrund des schwierigen Terrains wurden zahlreiche Sprengkörper nicht geräumt und stellen weiterhin eine Gefahr da. Ehemalige Kampfstellungen können bis in Höhen von über 2000 Metern gefunden werden.

## Gipfel
Elf Gipfel sind höher als 2000 Meter:
| - Zelena glava, 2115 m - Lupoglav, 2102 m - Otiš, 2099 m - Vjetrena Brda, 2088 m - Botini, 2050 m - Herać, 2046 m | - Osobac, 2030 m - Ovča, 2029 m - Vidina Kapa, 2032 m - Velika Kapa, 2007 m - Cvitina, 2000 m |